# صفیه (نام)
صفیه نام افراد زیر است:
- صفیه بنت عبدالمطلب
- صفیه دختر حیی بن اخطب
- صفیه همدانی، همسر رضاشاه
- صفیه فیروزی، خلبان افغان
- صفیه سلطان